# One Hot Minute
One Hot Minute är Red Hot Chili Peppers sjätte studioalbum, utgivet den 12 september 1995. Albumet utgavs på CD, LP och kassettband.
Skivan sålde inte lika bra som den föregående, Blood Sugar Sex Magik. John Frusciante hade hoppat av och ersatts med Dave Navarro; därmed fick skivan ett annorlunda sound än Blood Sugar Sex Magic.
One Hot Minute nådde förstaplatsen på Sverigetopplistan.

## Låtlista
Samtliga låtar är skrivna av Flea, Anthony Kiedis, Dave Navarro och Chad Smith.
| Nr           | Titel               | Längd |
| ------------ | ------------------- | ----- |
| 1.           | Warped              | 5:04  |
| 2.           | Aeroplane           | 4:44  |
| 3.           | Deep Kick           | 6:34  |
| 4.           | My Friends          | 4:03  |
| 5.           | Coffee Shop         | 3:08  |
| 6.           | Pea                 | 1:46  |
| 7.           | One Big Mob         | 6:01  |
| 8.           | Walkabout           | 5:07  |
| 9.           | Tearjerker          | 4:19  |
| 10.          | One Hot Minute      | 6:25  |
| 11.          | Falling into Grace  | 3:47  |
| 12.          | Shallow Be Thy Game | 4:33  |
| 13.          | Transcending        | 5:43  |
| Total längd: | Total längd:        | 61:14 |

## Medverkande
- Anthony Kiedis − sång
- Flea − bas
- Dave Navarro − gitarr
- Chad Smith − trummor